# 白馬鎮 (米易県)
白馬鎮（はくばちん）とは、中華人民共和国四川省攀枝花市米易県にある一つの鎮である。

## 地理
面積29.5㎢、人口約2000人、人口密度:68人/㎢
- バナジウムやチタン、磁鉄鉱が多い。

### 行政区画
- 掛榜社区、掛榜村、回竜村、白馬イ族村、黄草社区村、田壩回族社区村、田家社区村、威竜社区村、馬梹榔社区村、竜塘社区村、棕樹湾イ族村、小街社区村。[2]

## 産業
農業では、コメ、トウモロコシ、ソバ、ジャガイモが盛んで、牛、羊などといった家畜も盛ん。